# Harvey-Stahl
Harvey-Stahl ist ein Stahl, der in den frühen 1890er Jahren entwickelt wurde und zur Panzerung von Kriegsschiffen genutzt wurde. So waren die Einheitslinienschiffe der Majestic-Klasse (1895) der Royal Navy durch einen 229 mm dicken Panzergürtel aus Harvey-Stahl geschützt.
Die Oberfläche der Stahlplatten wurde im Harvey-Verfahren gehärtet. Hierzu wurde die Stahlplatte mit Holzkohle bedeckt und zwei bis drei Wochen lang auf etwa 1200 Grad Celsius erhitzt. Dies führte zu einer Erhöhung des Kohlenstoffgehalts der Frontfläche auf etwa 1 %, während in tieferen Bereichen der Stahlplatte der Kohlenstoffgehalt nur etwa 0,1 bis 0,2 % betrug. Im zweiten Verfahrensschritt wurde die Stahlplatte dann in einem Ölbad und anschließend in einem Wasserbad abgekühlt. Der kohlenstoffreiche Frontbereich war sehr hart, aber spröde. Der kohlenstoffarme Stahlbereich sorgte hingegen für die Elastizität der Stahlplatte. Der Frontbereich der Platte sollte ein auftreffendes Geschoss brechen, während die tieferen Schichten Splitter auffangen und die Platte vor einem Brechen und Einreißen schützen sollten. Das Harvey-Verfahren wurde von dem amerikanischen Ingenieur Hayward A. Harvey entwickelt und patentiert.
Sehr schnell wurde der Harvey-Stahl durch den bereits 1898 eingeführten Krupp-Stahl verdrängt, da sich dieser in seiner Schutzwirkung als effektiver erwies.  So wurden schon die Einheitslinienschiffe der Formidable-Klasse von 1901 mit Krupp-Zementstahl gepanzert.